# Исмаил ибн Себук-Тегин
Исмаил ибн Себук-тегин (правил в 997—998) — эмир государства Газневидов в течение семи месяцев, сын Себук-Тегина и его жены, дочери Алп-Тегина. После смерти Себук-Тегина в 997 году Газневидское государство было разделено, и Исмаилу, хотя он не был старшим сыном, удалось стать правителем Газни. Формально он позиционировался как вассал Саманидов и аббасидского халифа. Мотивы, по которым Себук-Тегин назначил эмиром Газни Исмаила, а не старшего сына Махмуда, не вполне ясны. Во время правления Исмаила Махмуд находился на службе Саманидов и командовал войском в Хорасане (Нишапур). Махмуд отказался признать верховенство Исмаила, объявил себя правителем Газневидского государства, заручился помощью брата Абул-Музаффара Насра, правителя Боста, и дяди Боргуза, правителя Герата, после чего развернул наступление на Газни и в марте 998 года разбил войско Исмаила у города Рабии. Исмаил попал в плен, в котором и находился остаток жизни.